# PGC 11625
LEDA/PGC 11625, auch UGC 2526, ist eine spiralförmige Radiogalaxie vom Hubble-Typ Sb im Sternbild Perseus am Nordsternhimmel. Sie ist schätzungsweise 226 Millionen Lichtjahre von der Milchstraße entfernt und hat einen Durchmesser von etwa 245.000 Lichtjahren. Vom Sonnensystem aus entfernt sich das Objekt mit einer errechneten Radialgeschwindigkeit von näherungsweise 5.000 Kilometern pro Sekunde.
Sie ist die hellste Galaxie der 6 Mitglieder zählenden Lyons Groups of Galaxies LGG 80. Im selben Himmelsareal befinden sich unter anderem die Galaxien PGC 11447, PGC 11679, PGC 2080143, PGC 2083931 unmittelbar neben dem Stern HD 19102.

## UGC 2526-Gruppe (LGG 80)
| Galaxie        | Alternativname | Entfernung / Mio. Lj |
| -------------- | -------------- | -------------------- |
| NGC 1167       | PGC 11425      | 226                  |
| LEDA/PGC 11210 | UGC 2435       | 221                  |
| LEDA/PGC 11369 | UGC 2466       | 227                  |
| LEDA/PGC 11370 | UGC 2465       | 231                  |
| LEDA/PGC 11437 | UGC 2491       | 222                  |
| LEDA/PGC 11625 | UGC 2526       | 226                  |